# Tethyopsis patriciae
Tethyopsis patriciae är en svampdjursart som först beskrevs av Claude Lévi 1993.  Tethyopsis patriciae ingår i släktet Tethyopsis och familjen Ancorinidae.
Artens utbredningsområde är Nya Kaledonien. Inga underarter finns listade i Catalogue of Life.